# Kumulativne frekvencije
Kumulativne frekvencije su frekvencije dobivene postupnim redoslijednim zbrajanjem čestina kojima su se pojavile pojedine subklase (razredi) ili pojedinačni rezultati pri nekom mjerenju (ili opažanju), odnosno ukupan zbroj frekvencija kojom se pojavio neki rezultat (ili klasa ili razred) i svi rezultati koji su mu po numeričkom ili nekom drugom redoslijedu prethodili.